# Mölln (Meklemburgia-Pomorze Przednie)
Mölln – gmina w Niemczech, w kraju związkowym Meklemburgia-Pomorze Przednie, w powiecie Mecklenburgische Seenplatte, wchodząca w skład Związku Gmin Stavenhagen.
Dzielnice:  
- Buchholz
- Groß Helle
- Klein Helle
- Lüdershof
- Mölln
- Wrodow